# Berto (futbolista nacido en 1998)
Alberto González García (Avilés, Asturias, 2 de abril de 1998), conocido como Berto, es un jugador de fútbol español que juega como delantero en el C. D. Numancia de Segunda Federación.

## Trayectoria
Nacido en Avilés, Asturias, es un jugador formado en la cantera del Real Avilés C. F. y Real Sporting de Gijón, a la que llegó en la temporada 2012-13.
El 30 de noviembre de 2019 debutó con el primer equipo del Sporting de Gijón en Segunda División, en un empate a cero frente al C. D. Mirandés. Antes de acabar la temporada renovó su contrato por dos años.
En la temporada 2021-22 formó parte de la primera plantilla tras unas cuantas temporadas formando parte del filial, con el que disputó un total de 85 partidos en los que anotó 28 goles. El 8 de agosto de 2021 sufrió una lesión que le privó de estar disponible el inicio de la campaña.
El 7 de julio de 2022 fichó por la A. D. Alcorcón tras haber finalizado su etapa en el conjunto gijonés. Ayudó al equipo a conseguir el ascenso a Segunda División y, el 26 de julio de 2023, firmó por la Cultural y Deportiva Leonesa por un año más otro opcional. Durante la campaña marcó cinco goles en 24 partidos de la Primera Federación y en julio de 2024 se unió a la S. D. Amorebieta. Con este equipo también compitió en la tercera categoría del fútbol español y en agosto de 2025 fichó por el C. D. Numancia.

## Estadísticas

### Clubes
Actualizado al último partido disputado el 10 de junio de 2023.
| Club                                  | Div.          | Temporada     | Liga  | Liga  | Copas nacionales | Copas nacionales | Copas internacionales | Copas internacionales | Total | Total |
| Club                                  | Div.          | Temporada     | Part. | Goles | Part.            | Goles            | Part.                 | Goles                 | Part. | Goles |
| ------------------------------------- | ------------- | ------------- | ----- | ----- | ---------------- | ---------------- | --------------------- | --------------------- | ----- | ----- |
| Sporting de Gijón "B" · España        | 3.ª           | 2016-17       | 1     | 1     | ―                | ―                | ―                     | ―                     | 1     | 1     |
| Sporting de Gijón "B" · España        | 2.ª B         | 2017-18       | 28    | 4     | —                | —                | —                     | —                     | 28    | 4     |
| Sporting de Gijón "B" · España        | 2.ª B         | 2018-19       | 18    | 5     | —                | —                | —                     | —                     | 18    | 5     |
| Sporting de Gijón "B" · España        | 2.ª B         | 2019-20       | 21    | 11    | —                | —                | —                     | —                     | 21    | 11    |
| Sporting de Gijón "B" · España        | 2.ª B         | 2020-21       | 18    | 8     | —                | —                | —                     | —                     | 18    | 8     |
| Sporting de Gijón "B" · España        | Total club    | Total club    | 86    | 29    | 0                | 0                | 0                     | 0                     | 86    | 29    |
| Sporting de Gijón · España            | 2.ª           | 2019-20       | 4     | 0     | 1                | 0                | ―                     | ―                     | 5     | 0     |
| Sporting de Gijón · España            | 2.ª           | 2020-21       | 0     | 0     | 0                | 0                | —                     | —                     | 0     | 0     |
| Sporting de Gijón · España            | 2.ª           | 2021-22       | 15    | 0     | 2                | 0                | —                     | —                     | 17    | 0     |
| Sporting de Gijón · España            | Total club    | Total club    | 19    | 0     | 3                | 0                | 0                     | 0                     | 22    | 0     |
| A. D. Alcorcón · España               | 1.ª F         | 2022-23       | 31    | 5     | 2                | 0                | —                     | —                     | 33    | 5     |
| A. D. Alcorcón · España               | Total club    | Total club    | 31    | 5     | 2                | 0                | 0                     | 0                     | 33    | 5     |
| Cultural y Deportiva Leonesa · España | 1.ª F         | 2023-24       | 24    | 5     | —                | —                | —                     | —                     | 24    | 5     |
| Cultural y Deportiva Leonesa · España | Total club    | Total club    | 24    | 5     | 0                | 0                | 0                     | 0                     | 24    | 5     |
| S. D. Amorebieta · España             | 1.ª F         | 2024-25       | 0     | 0     | 0                | 0                | —                     | —                     | 0     | 0     |
| S. D. Amorebieta · España             | Total club    | Total club    | 0     | 0     | 0                | 0                | 0                     | 0                     | 0     | 0     |
| Total carrera                         | Total carrera | Total carrera | 160   | 39    | 5                | 0                | 0                     | 0                     | 165   | 39    |